# Fliegerärztliches Institut
Das Fliegerärztliche Institut (FAI) in Dübendorf ist das schweizerische Kompetenzzentrum für medizinische und psychologische Beurteilungen von Männern und Frauen in den Bereichen der militärischen und zivilen Aviatik.

## Geschichte

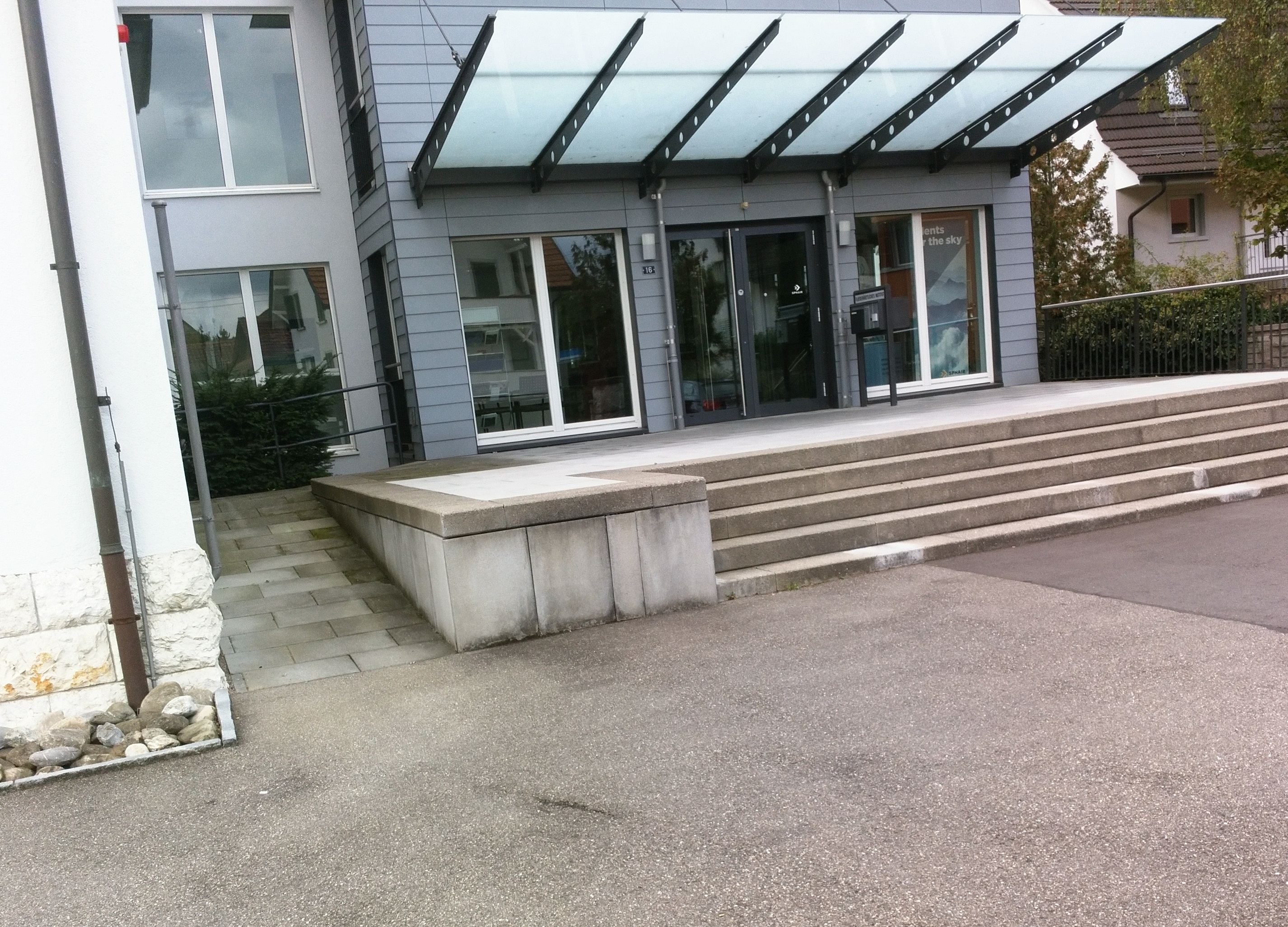
Eingang des FAI

Schon vor dem Aufbau einer spezialisierten Einrichtung hatte der Arzt des Waffenplatzes Dübendorf die Besatzungen medizinisch kontrolliert. Dem Oberfeldarzt waren bereits existierende Institute im Ausland bekannt und er ergriff die Initiative, um mit einem Auswahl- und Kontrolldienst unter anderem die Häufigkeit von Unfällen zu reduzieren. 1924 wurde die Militärpsychologische Kontrollstelle erstmals besetzt mit Hans Meier-Müller in einer Halbtagesstelle neben seiner ärztlichen Tätigkeit in Zürich. Er war zudem ziviler Oberexperte des eidgenössischen Luftamtes. Im Zweiten Weltkrieg wurde die Tätigkeit stark ausgeweitet. Am 23. Oktober 2013 verlor der Fliegerarzt des FAI, Volker Lang († 54), sein Leben, als die F/A-18D J-5237, in der er als Passagier/Beobachter mitflog, in den Lopper in Alpnach OW flog. Der F/A-18-Pilot Stefan Jäger der Fliegerstaffel 11 kam dabei ebenfalls um.
Das FAI umfasst die Sektionen Flugmedizin, Flugpsychologie und den Stab Direktor FAI. Rund 35 Spezialisten wie Fliegerärzte, Flugpsychologen, flugmedizinisches Fachpersonal, Sportwissenschaftler, Physiotherapeuten, technischer Support und Sekretariat arbeiten im FAI. Als eine missionsrelevante Institution ist das FAI Teil der Luftwaffe. Als Aeromedical Center arbeitet es nach den Richtlinien der EASA und der FAA und ist zivil akkreditiert. In der Schweiz ist es das einzige Fliegerärztliche Institut.

## Aufgaben
Die militärischen Hauptaufträge sind Auswahl und Selektion, Betreuung und Schulung. Dazu werden Eignungs- und Tauglichkeitsabklärungen der Angehörigen des militärischen Flugdienstes und weiterer militärischer Spezialisten der Luftwaffe und des militärischen Bereichs der Skyguide durchgeführt. Dazu kommen regelmässige Gesundheitsüberprüfungen, das Erarbeiten von Ernährungsplänen und die Sicherstellung von Impfungen; zudem Forschung und Ausbildung in den Bereichen der Flugpsychologie und Flugmedizin.
Als ziviles Aeromedical Center im Auftrag des Bundesamtes für Zivilluftfahrt führt das FAI Tauglichkeitsabklärungen von zivilen Berufspiloten (Class 1) nach international gültigen Standards (EASA, FAA) durch. Das FAI arbeitet national und international mit militärischen und zivilen Partnern zusammen. Zu den Nutzern des FAI gehören Militärpiloten, Fallschirmaufklärer, Bordoperateure, Bordfotografen, Loadmaster etc., Mitarbeiter der Luftraumüberwachung der zivilen und militärischen Skyguide, Anwärter auf eine Generalstabsausbildung, Angehörige von Spezialeinheiten sowie zivile Piloten, Linienpiloten und die Mitglieder des Bundesrats.

## Ausrüstung
Das FAI verfügt über einen Testsaal für das SPHAIR-Programm, Ausrüstungen in den Bereichen medizinische Geräte, Labor, Röntgen, Leistungstest, Gehör und Sehtests, Training (Fitnessstudio) und Instruktion. Das FAI hat die einzige Unterdruckkammer der Schweiz. Diese wird für die Ausbildung des fliegenden Personals in hypobarer Hypoxie sowie für die Forschung verwendet. Dort werden auch Geräte und Materialien auf den Einsatz in der Aviatik getestet.

## Forschung
Das FAI führt Forschung in den Bereichen menschliche Leistungsfähigkeit in der Aviatik, Testentwicklung und Hypoxie durch. Das FAI tritt an nationalen und internationalen Fachveranstaltungen auf und stellt seine Erkenntnisse der Öffentlichkeit zur Verfügung.

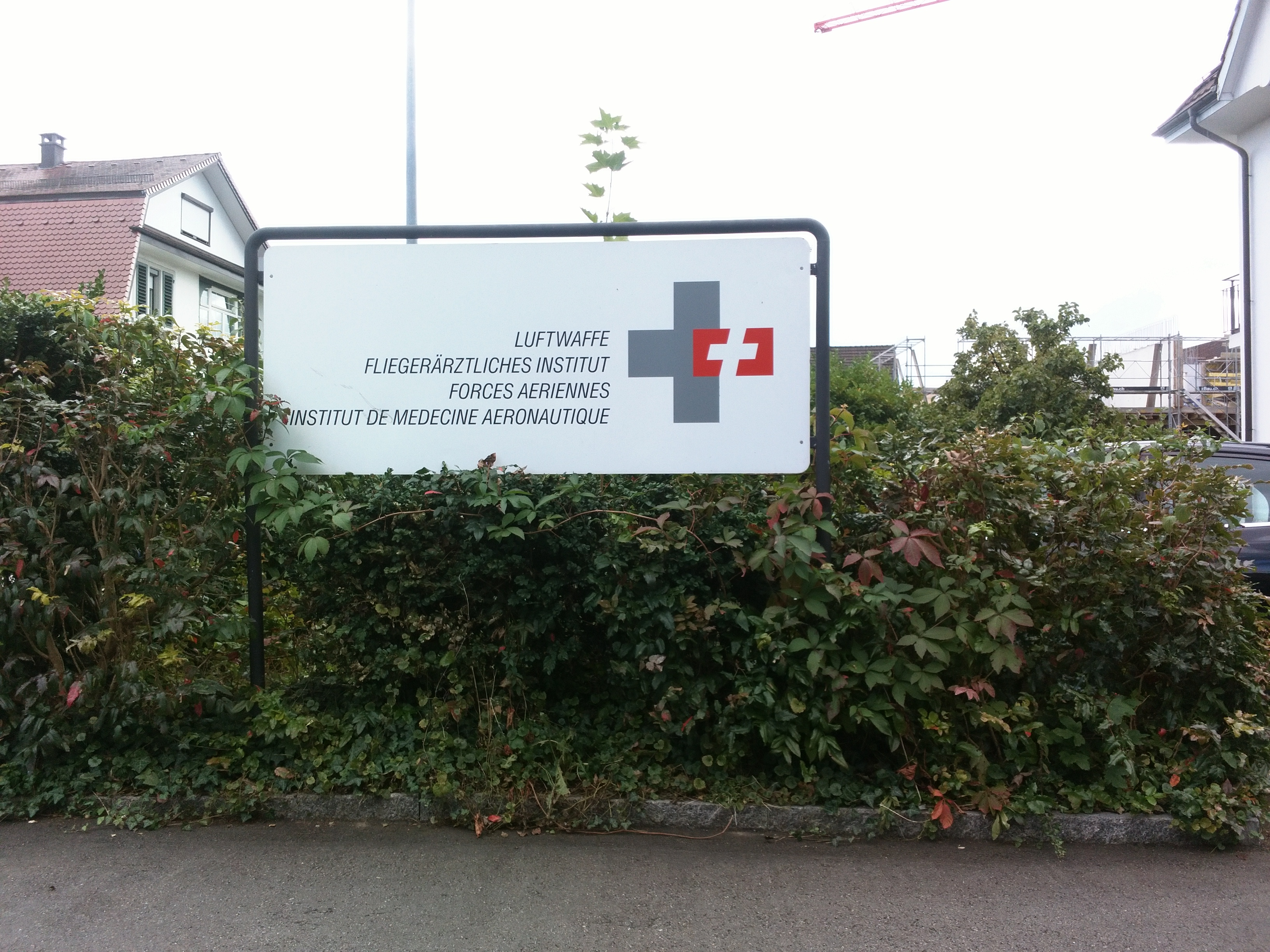
Schild des FAI

## Berufsausbildung
Das FAI bietet Lehrberufe und Praktika an: kaufmännische Angestellte, medizinische Praxisassistenten sowie psychologische Praktikanten. Bei der ärztlichen Ausbildung ist das FAI als Ausbildungsstätte für Arbeitsmedizin, Allgemeine Innere Medizin und für den Basiskurs für Aeromedical Examiner nach den Vorgaben der EASA anerkannt. Das FAI ist Teil des Flight Safety Board, des Führungs- und Kommandantenrapports der Luftwaffe sowie der Krisen- und Care-Organisation der Schweizer Armee. Das FAI nimmt an den humanitären Einsätzen der Armee zu Gunsten des EDA teil.